# Élections européennes de 2019 en Lettonie
Les élections européennes de 2019 sont les élections des députés de la neuvième législature du Parlement européen, qui se déroulent du 23 mai au 26 mai 2019 dans tous les États membres de l'Union européenne. En Lettonie, elles se tiendront le 25 mai 2019 pour élire les 8 sièges alloués au pays.

## Mode de scrutin
Les huit députés européens lettons sont élus au suffrage universel direct par les citoyens lettons et les ressortissants de l'UE inscrit au registre des résidents, âgés de plus de 18 ans. Le scrutin se tient selon le mode du vote préférentiel, et les sièges sont répartis proportionnellement entre les listes ayant dépassé 5 % des suffrages exprimés selon la méthode de Sainte-Laguë.

## Contexte
Au niveau européen, le scrutin intervient dans un contexte inédit. La mandature 2014-2019 a en effet vu intervenir plusieurs événements susceptibles d'influer durablement sur la situation politique européenne, comme le référendum sur l'appartenance du Royaume-Uni à l'Union européenne en 2016, l'arrivée ou la reconduction au pouvoir dans plusieurs pays de gouvernements eurosceptiques et populistes (en Hongrie en 2014, en Pologne en 2015, en Autriche en 2017 et en Italie en 2018) et l'adoption de l'Accord de Paris sur le climat en 2015. Les élections interviennent alors que la Commission européenne est présidée depuis 15 ans par le Parti populaire européen (PPE) ; la Commission sortante, présidée par Jean-Claude Juncker, rassemble des membres du PPE, de l'Alliance des libéraux et des démocrates pour l'Europe et du Parti socialiste européen.
En Lettonie, ces élections se tiennent un an après des élections législatives qui ont vu arriver en tête le Parti social-démocrate « Harmonie » de la minorité russophone, en léger déclin, suivi par deux formations conservatrices ; Qui possède l'État ? et le Nouveau Parti conservateur.

## Campagne

### Partis et candidats
| Parti politique | Parti politique                      | Positionnement et idéologie                                   | Score en 2014 | Tête de liste        | Députés sortants | Députés sortants |
| Parti politique | Parti politique                      | Positionnement et idéologie                                   | Score en 2014 | Tête de liste        | Nombre           | Groupe politique |
| --------------- | ------------------------------------ | ------------------------------------------------------------- | ------------- | -------------------- | ---------------- | ---------------- |
|                 | Nouvelle unité (V)                   | Centre droit Libéralisme, conservatisme, social-libéralisme   | 46,19 %       | Valdis Dombrovskis   | 4 / 8            | PPE              |
|                 | Alliance nationale (NA)              | Droite Nationalisme, conservatisme                            | 14,25 %       | Roberts Zīle         | 1 / 8            | CRE              |
|                 | Harmonie (S)                         | Centre gauche Social-démocratie, défense de la minorité russe | 13,04 %       | Nils Ušakovs         | 1 / 8            | S&D              |
|                 | Union des verts et des paysans (ZZS) | Centre droit Écologie, agrarisme                              | 8,26 %        | Dana Reizniece-Ozola | 1 / 8            | ADLE             |
|                 | Union russe de Lettonie (LKS)        | Gauche Socialisme démocratique                                | 6,38 %        | Tatjana Ždanoka      | 1 / 8            | Verts/ALE        |
|                 | Développement/Pour ! (AP)            | Centre Libéralisme, social-libéralisme, europhilie            | 0,89 %        | Ivars Ijabs          | 0 / 8            |                  |
|                 | Nouveau Parti conservateur (JKP)     | Droite Conservatisme, Anti-corruption, europhilie             | 0,70 %        | Andis Kudors         | 0 / 8            |                  |
|                 | Qui possède l'État ? (KPV)           | Droite Conservatisme, euroscepticisme, anti-élite             | Nv.           | Kaspars Ģirģens      | 0 / 8            |                  |

### Sondages

| Institut          | Date         | LKS    | SDPS    | LRA    | AP     | ZZS    | V       | KPV | JKP    | NA      | Autres |
| ----------------- | ------------ | ------ | ------- | ------ | ------ | ------ | ------- | --- | ------ | ------- | ------ |
| Institut          | Date         |        |         |        |        |        |         |     |        |         |        |
| Factum            | 7 avril 2019 | 5 %    | 19 %    | 4 %    | 10 %   | 10 %   | 16 %    | 3 % | 10 %   | 13 %    | 10 %   |
| Élections de 2014 | 25 mai 2014  | 6,38 % | 13,04 % | 2,49 % | 0,89 % | 8,26 % | 46,19 % | /   | 0,70 % | 14,25 % | 7,80 % |

## Résultats
| Parti ou coalition       | Parti ou coalition                     | Voix      | %     | +/-   | Sièges | +/-           | Groupe    | Groupe |
| ------------------------ | -------------------------------------- | --------- | ----- | ----- | ------ | ------------- | --------- | ------ |
|                          | Unité (V)                              | 124 193   | 26,24 | 19,95 | 2      | 2             | PPE       |        |
|                          | Harmonie (S)                           | 82 604    | 17,45 | 4,41  | 2      | 1             | S&D       |        |
|                          | Alliance nationale (NA)                | 77 591    | 16,40 | 2,15  | 2      | 1             | CRE       |        |
|                          | Développement/Pour ! (AP)              | 58 763    | 12,42 | Nv.   | 1      | 1             | RE        |        |
|                          | Union russe de Lettonie (LKS)          | 29 546    | 6,24  | 0,14  | 1      | en stagnation | Verts/ALE |        |
|                          | Union des verts et des paysans (ZZS)   | 25 252    | 5,34  | 2,92  | 0      | 1             |           |        |
|                          | Association lettonne des régions (LRA) | 23 581    | 4,98  | 2,49  | 0      | en stagnation |           |        |
|                          | Nouveau Parti conservateur (JKP)       | 20 595    | 4,35  | Nv.   | 0      | en stagnation |           |        |
|                          | Les Progressistes (P)                  | 13 705    | 2,90  | Nv.   | 0      | en stagnation |           |        |
|                          | Qui possède l'État ? (KPV)             | 4 362     | 0,92  | Nv.   | 0      | en stagnation |           |        |
|                          | Autres                                 | 10 268    | 2,10  |       | 0      |               |           |        |
|                          |                                        |           |       |       |        |               |           |        |
| Votes valides            | Votes valides                          | 470 460   | 99,41 |       |        |               |           |        |
| Votes blancs et nuls     | Votes blancs et nuls                   | 3 930     | 0,59  |       |        |               |           |        |
| Total                    | Total                                  | 474 390   | 100   | -     | 8      | en stagnation | -         |        |
| Abstentions              | Abstentions                            | 1 000 322 | 66,47 |       |        |               |           |        |
| Inscrits / Participation | Inscrits / Participation               | 1 474 712 | 33,53 |       |        |               |           |        |